# Dödscellen
Dödscellen (originaltitel: The Chamber) är en roman från 1994 av John Grisham.

## Handling
Den nyutexaminerade försvarsadvokaten Adam Hall försöker hjälpa sin dödsdömde farfar Sam Cayhall undan avrättning. Cayhall blev dömd till döden 30 år tidigare efter att ha dödat två judiska pojkar i ett bombattentat. Cayhall har ett förflutet i Ku Klux Klan och Adam misstänker att han försöker skydda andra medlemmar i klanen.

## Om romanen
Romanen filmatiserades 1996 i regi av James Foley och med Chris O'Donnell och Gene Hackman i huvudrollerna.